# Arquidiocese de Abidjã
A Arquidiocese de Abidjã (Archidiœcesis Abidianensis) é uma circunscrição eclesiástica da Igreja Católica situada em Abidjã, Costa do Marfim. Seu atual arcebispo é Ignace Bessi Dogbo. Sua Sé é a Catedral de São Paulo.
Possui 72 paróquias servidas por 585 padres, contando com 3.982.000 habitantes, com 65,8% da população jurisdicionada batizada (2.622.000).

## História
A prefeitura apostólica da Costa do Marfim foi erigida em 28 de junho de 1895, com território desmembrado da prefeitura apostólica da Costa do Ouro (atual arquidiocese de Cape Coast).
Em 24 de agosto de 1911 cede uma parte do seu território para a criação da prefeitura apostólica de Korhogo (atual diocese de Katiola) e e ao mesmo tempo a prefeitura apostólica foi elevada a vicariato apostólico.
Em 9 de abril de 1940 cede outra parte do território em vantagem da ereção do vicariato apostólico de Sassandra (atual diocese de Daloa) e também mudou o nome para vicariato apostólico de Abidjã.
Em 17 de maio de 1951 cede uma outra porção de território para a criação da prefeitura apostólica de Bouaké (hoje arquidiocese).
Em 14 de setembro de 1955 o vicariato apostólico foi elevado ao posto de arquidiocese metropolitana com a bula Dum tantis do Papa Pio XII.
Em 13 de setembro de 1963 cedeu parte de território para a ereção da diocese de Abengourou.
Finalmente, em 8 de junho de 1982 ainda cedeu partes de seu território, permitindo a criação da Diocese de Grand-Bassam e da Diocese de Yopougon.

## Prelados
| #                   | Nome                         | Período     | Notas                         |
| Arcebispos          | Arcebispos                   | Arcebispos  | Arcebispos                    |
| ------------------- | ---------------------------- | ----------- | ----------------------------- |
| 5º                  | Ignace Bessi Cardeal Dogbo   | 2024-       | Atual                         |
| 4º                  | Jean-Pierre Cardeal Kutwa    | 2006-2024   | Arcebispo emérito             |
| 3º                  | Bernard Cardeal Agré         | 1994 - 2006 |                               |
| 2º                  | Bernard Cardeal Yago         | 1960 - 1994 |                               |
| 1º                  | Jean-Baptiste Boivin, S.M.A. | 1955 - 1959 |                               |
| Bispos              |                              |             |                               |
| 3º                  | Jean-Baptiste Boivin, S.M.A. | 1939 - 1955 | Elevado a Arcebispo           |
| 2º                  | François Person, S.M.A.      | 1935 - 1938 |                               |
| 1º                  | Jules-Joseph Moury, S.M.A.   | 1911 - 1935 |                               |
| Bispos-auxiliares   |                              |             |                               |
|                     | Joseph Yapo Aké              | 2001 - 2006 | Nomeado Bispo de Yamoussoukro |
|                     | Paul Dacoury-Tabley          | 1979 - 1994 | Nomeado Bispo de Grand-Bassam |
|                     | Laurent Yapi                 | 1970 - 1979 | Nomeado Bispo de Abengourou   |
| Prefeito apostólico |                              |             |                               |
| 1º                  | Jules-Joseph Moury, S.M.A.   | 1910 - 1911 | Nomeado Bispo                 |